# Mireille Kuttel
Mireille Kuttel (* 10. Januar 1928 als Mireille Baudrocco in Renens, Kanton Waadt; † 22. Mai 2018 in Lausanne) war eine französischsprachige Schweizer Journalistin und Schriftstellerin.

## Leben
Mireille Kuttel wuchs als Tochter eines italienischen Baumeisters in Renens auf. Nach dem Gymnasium in Lausanne war sie als freie Journalistin tätig, unter anderem beim Service de Presse Suisse oder für Radio Suisse Romande. Durch ihre Heirat 1949 mit Eugène Kuttel (1916–2002) erhielt sie das Schweizer Bürgerrecht. Sie trat vor allem als Romanautorin in Erscheinung.

## Auszeichnungen
- 1979: Einzelwerkpreis der Schweizerischen Schillerstiftung für La Malvivante
- 1986: Prix des écrivains vaudois für ihr Gesamtwerk
- 2009: Kulturpreis (Mérite culturel) der Stadt Renens

## Werke
- Jeu d’ombres. Erzählungen. Lausanne 1956.
- Pièges. Lyrik. Renens 1960.

### Romane
- La Parenthèse. Lausanne 1960.
- Au bout du compte. Lausanne 1961.
- Les Cyclopes. Lausanne 1965.
- L’Oiseau-Sésame. Biel 1970.
- La Malvivante. Lausanne 1978.
- La Pérégrine. Lausanne 1983.
- La Maraude. Lausanne 1986.
- Un Balcon sur la mer. Lausanne 1990.
- La Rizière. Lausanne 1993.
- La Conversation. Lausanne 1996.
- La grande maison. Lausanne 1999.
- Bandonéon. Lausanne 2003.

### Radiohörspiele
- Banc d’essai.
- Les Villes qu’on oublie.
- Le Clown.
- Perfide Albion.